# Stiphodon rubromaculatus
Espèce
Statut de conservation UICN

 CR B1ab(ii,iii) : 
En danger critique
Stiphodon rubromaculatus est une espèce de poissons de la famille des Gobiidae.

## Distribution
Cette espèce est endémique de Wallis-et-Futuna, elle se rencontre dans les rivières de Futuna de 90 à 200 m d'altitude.

## Description
C'est un gobie qui mesure jusqu'à 24,7 mm de long.

## Référence
- Keith & Marquet, 2007 : Stiphodon rubromaculatus, a new species of freshwater goby from Futuna Island (Gobioidei: Sicydiinae). Cybium vol. 31, n. 1, p. 45-49 (texte original).